# Psychotria naguana
Psychotria naguana är en måreväxtart som beskrevs av Ignatz Urban. Psychotria naguana ingår i släktet Psychotria och familjen måreväxter. Inga underarter finns listade i Catalogue of Life.